# Меморіально-освітній комплекс «Родинна пам'ять»
Меморіально-освітній комплекс «Родинна пам'ять» (м. Шостка, Сумська область) — унікальний регіональний музей, створений як база для вивчення історії Європи на прикладі історій мешканців Шостки та району — жертв Другої світової війни та тоталітарних режимів. Музей присвячений жертвам Голокосту, радянським військовополоненим, остарбайтерам, в'язням нацистських та сталінських концтаборів.
Заклад занесено до переліку музеїв та заповідників, в яких зберігаються музейні предмети, що є державною власністю і належать до державної частини Музейного фонду України.
Адреса музею: Сумська область, м. Шостка, вул. Леоніда Каденюка, 1.
Поруч з музеєм знаходиться поховання жителів Шостки, які були розстріляні під час Другої світової війни на фабриці кіноплівки.

## Історія
Меморіально-освітній комплекс «Родинна пам'ять» створений 2015 року в рамках німецько-українського проєкту «Забуті жертви» за ініціативою заслуженого художника України Івана Петровича Дударя, який під час Другої світової війни був примусово вивезений на роботу до нацистської Німеччини. З початку 2000-х років І. П. Дудар почав збирати матеріали про примусову працю українців на нацистському пороховому заводі фірми «Айбіа» в Німеччині. Партнерами проєкту стали Документаційний центр дослідження історії порохового заводу Лібенау та Український національний фонд «Взаєморозуміння і примирення».

## Експозиція
Експозиція розміщена на двох поверхах, площею понад 700 квадратних метрів. Автор оформлення музею — народний художник України Анатолій Гайдамака. Основою для художнього рішення стали кролевецькі рушники та шосткинська кіноплівка.
Вступна частина експозиції присвячена історії Шостки 1930-х років, коли промисловий розвиток міста поєднувався з масовими репресіями працівників місцевих підприємств.
Особлива увага приділена висвітленню матеріалів про долю людей, які в роки Другої світової війни опинилися на окупованих територіях. Історію примусової праці представлено через особливі види джерел — агітаплакати нацистів і репатріаційних місій, робочі книжки, облікові картки, нашивки «OST», листи, світлини, матеріали фільтраційних справ.
Предметти побуту 1930—40-х років створюють атмосферу тогочасного повсякденного життя. В експозиції музею відтворено вагон, в якому остарбайтерів вивозили до Німеччини.
У конференц-залі комплексу проводяться зустрічі молоді з представниками старшого покоління, тематичні заходи з патріотичного виховання.
Завдяки підтримці німецького фонду «Пам'ять, відповідальність і майбутнє» створено сайт і віртуальний тур залами музею українською та англійською мовами. На сайті можна ознайомитись з архівами про долі жителів Шосткинщини, які стали жертвами тоталітаризму. Кожен охочий може поповнювати електронну експозицію історіями про долі своїх рідних чи знайомих.